# مجموعة ليبهير
مجموعة ليبهير مجموعة شركات صناعية ألمانية كبيرة مقرها في سويسرا ومتخصصة في إنتاج الرافعات، قطع الطائرات، ومعدات المناجم.
فاقت ارباحها 8.3 مليار يورو عام 2011 وتفوق قوتها العاملة 35,333 عامل وموظف.وأعتبرت أكبر منتج للرافعات في العالم وذلك عام 2007.
أسس المجموعة هانز ليبهير 1949 ,
وهي ملكية عائلية بالكامل ويقع مقرها في مدينة بيول، سويسرا.
بدأت الشركة بإنتاج (رافعات برجية) ثم توسعت بصناعة قطع الطائرات (وهي مزود رئيسي ل إيرباص)وعارضات التبريد التجارية والمجمدات فضلاً عن الثلاجات البيتية.ومجموعة ليبهير تنتج بعض من أكبر معدات المناجم ومكائن الحفر في العالم، من ضمنها الجرافات،الحفارات، و (القلابات العملاقة). ومنها قلاب ليبهير T 282B وهو أكبر قلاب في العالم، والرافعة التلسكوبية (LTM 11200-9.1) وهي رافعة بذراع يبلغ طوله 100م.
افتتحت مجموعة ليبهير عدة مصانع حول العالم في ألمانيا، أستراليا، المملكة المتحدة، ايرلندا، الولايات المتحدة.
منذ عام 1958 ومصنع الشركة في مدينة كيلارني مقاطعة كري، ايرلندا يصنع رافعات الحاويات ويصدرها إلى جميع انحاء العالم عبر ميناء فيرنت.
في أستراليا شرعت الشركة بتوسعة مقر فرعها في مدينة أديليد ويشمل التطوير إضافة مجمع مكاتب من ثلاث طوابق، معامل، مستودع، معمل أدوات أحتياطية، إضافة إلى مركز توزيع في منشأة بارا هيلز.
في الولايات المتحدة بدأت الشركة من عام 2012 انفاق 45.5 مليون دولار في عملية ترميم وتوسعة تستغرق 3 سنوات تشمل معمل نيوبورت فيرجينيا، المكاتب والمستودعات.وتبحث الشركة هناك زيادة الأنتاج لأكثر من 100 مركبة مناجم سنوياً.
في نيسان/أبريل 2012 أعلنت الشركة نيتها أستثمار 160 مليون يورو في موقعها الإنتاجي في بيول، سويسرا.

## المنتجات
- معدات تحريك التربة (الحفارات والجرافات).
- معدات المناجم.
- رافعات بمختلف ألانواع.
- الآت حفر الأساس العميق (الإنشاءات).
- معدات صنع ونقل الخرسانة (خباطات حوضية وخباطات مركزية).
- معدات مناولة المواد.
- معدات الموانئ.
- أنظمة التشغيل الآلي.
- قطع المكائن.
- الثلاجات والمجمدات المنزلية.

## معرض الصور

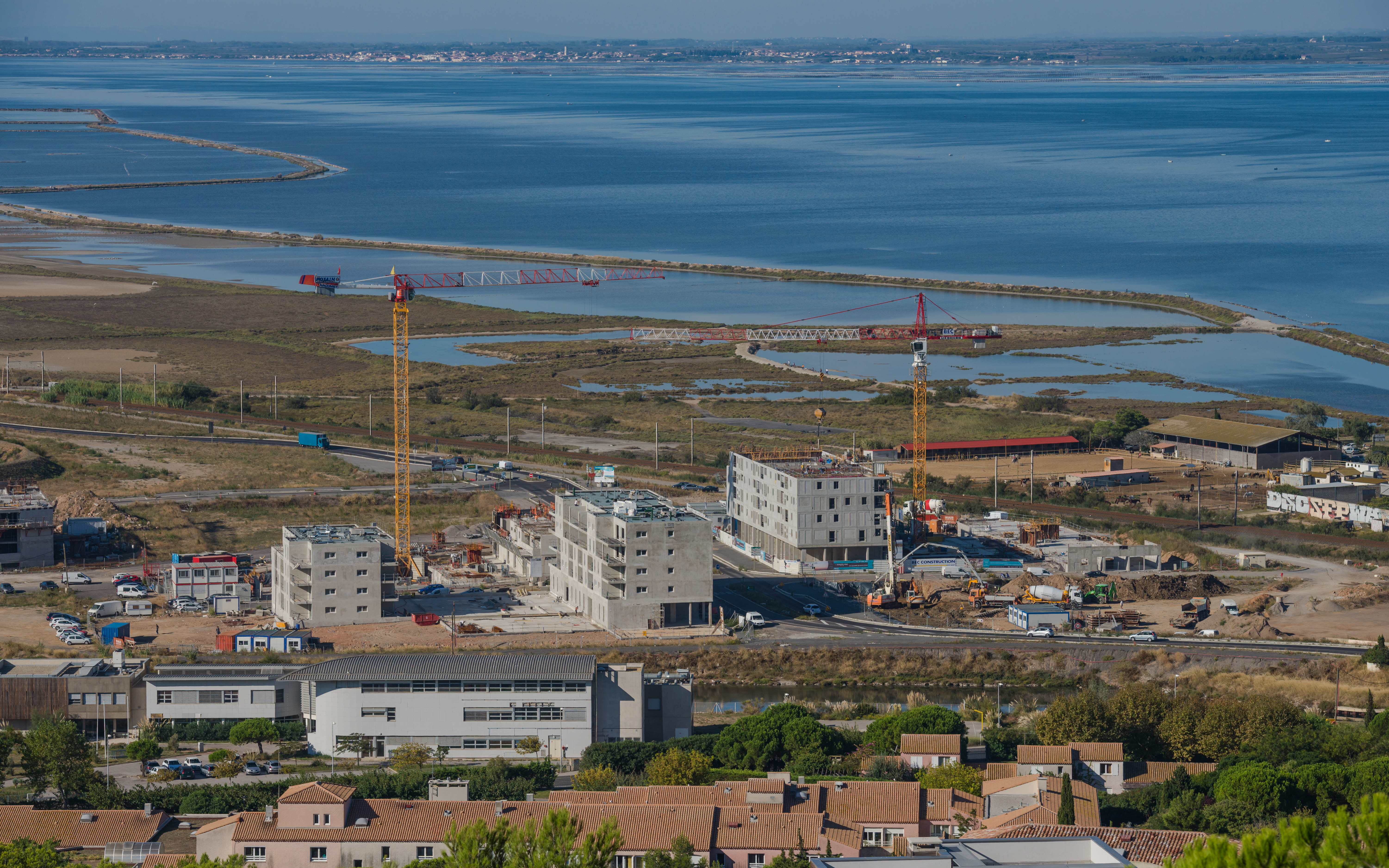
رافعة من نوع (EC-H Litronic).
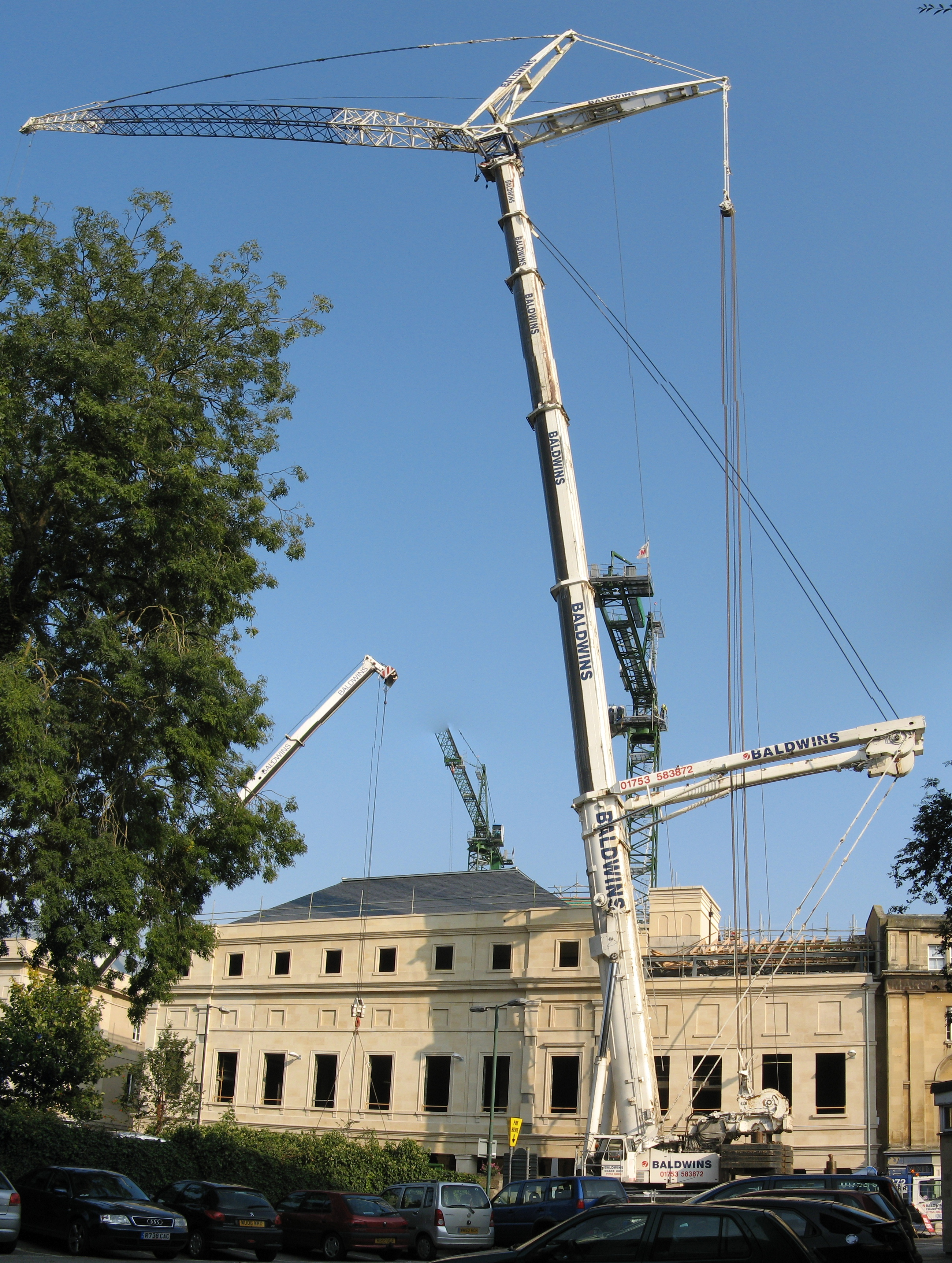
ليبهير رافعة تلسكوبية (LTM1500).
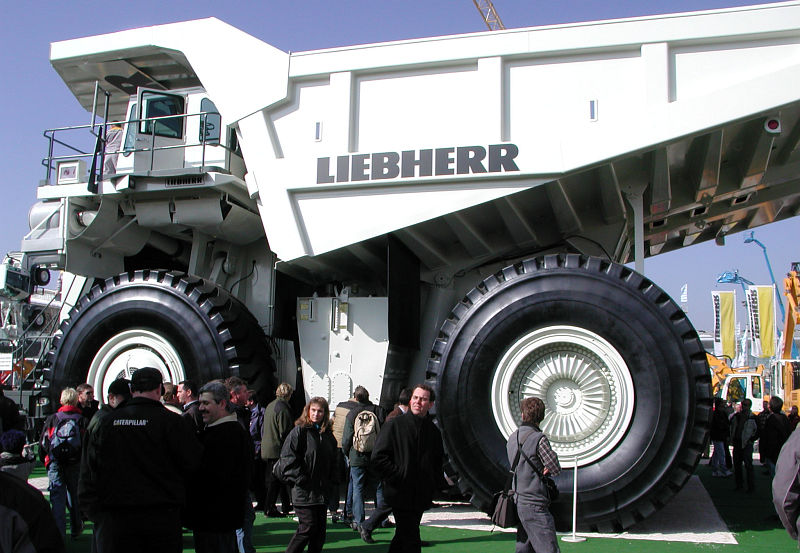
ليبهير T 282B.
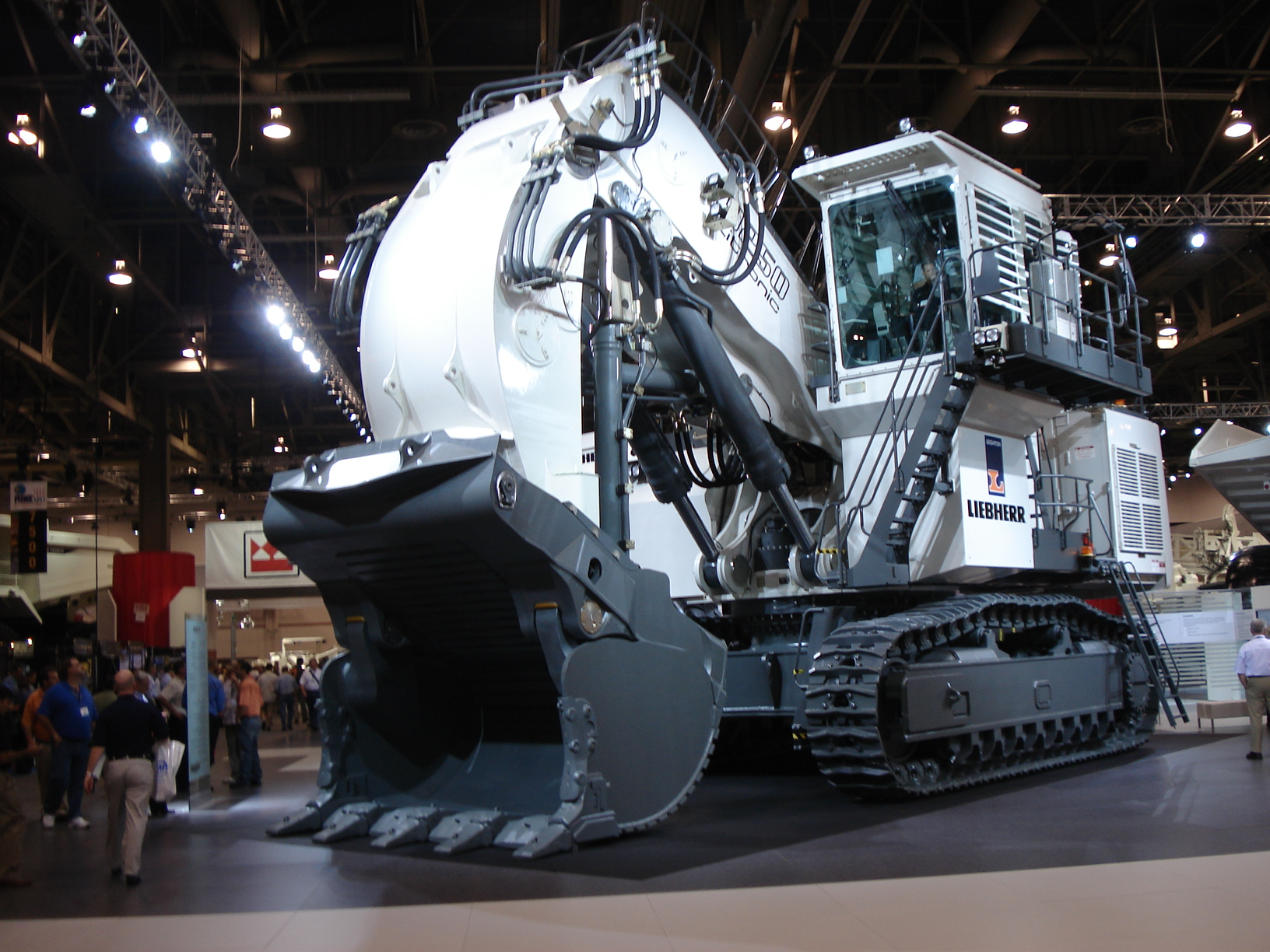
جرافة هيدروليكية ليبهير.
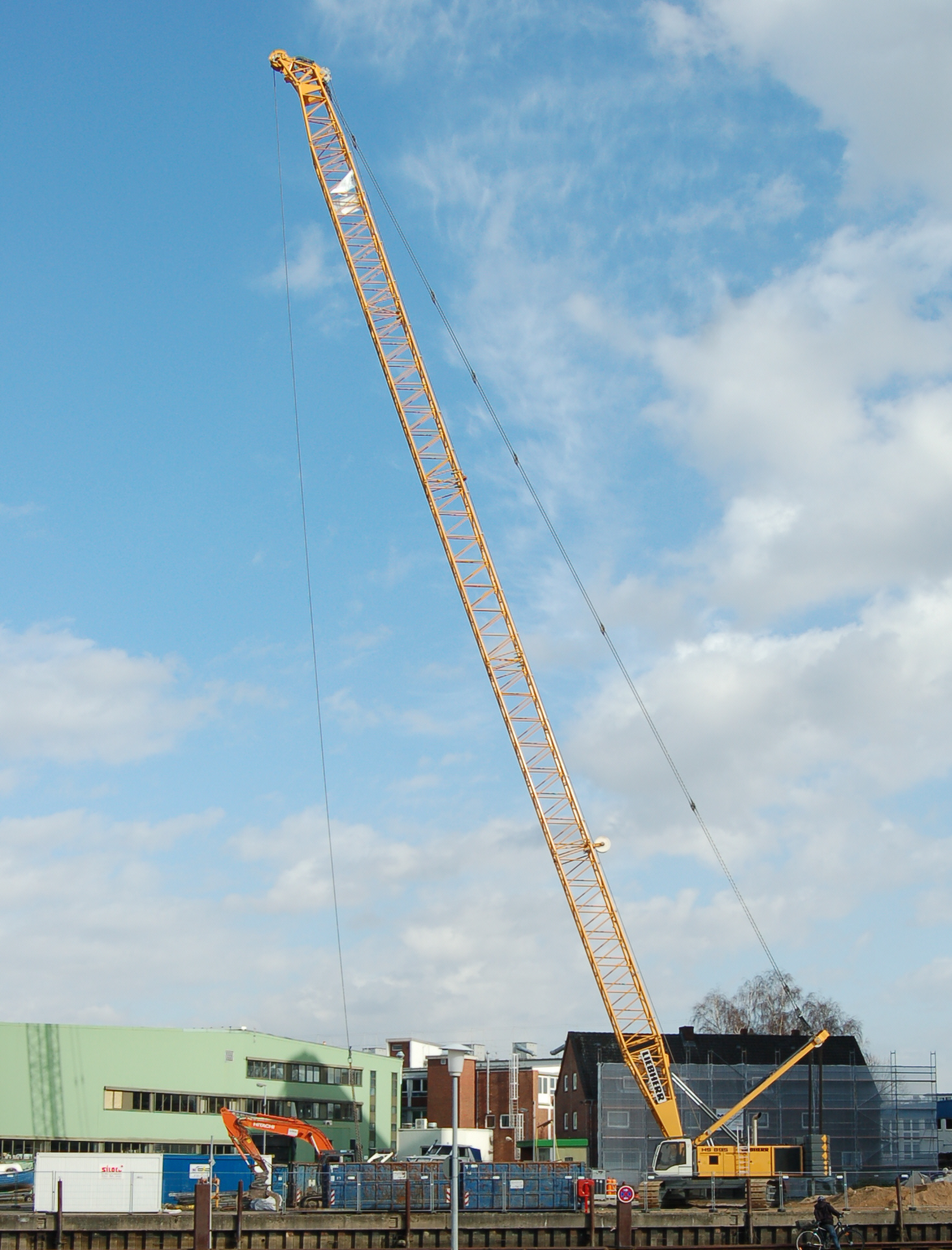
Liebherr HS 895 Hydroseilbagger
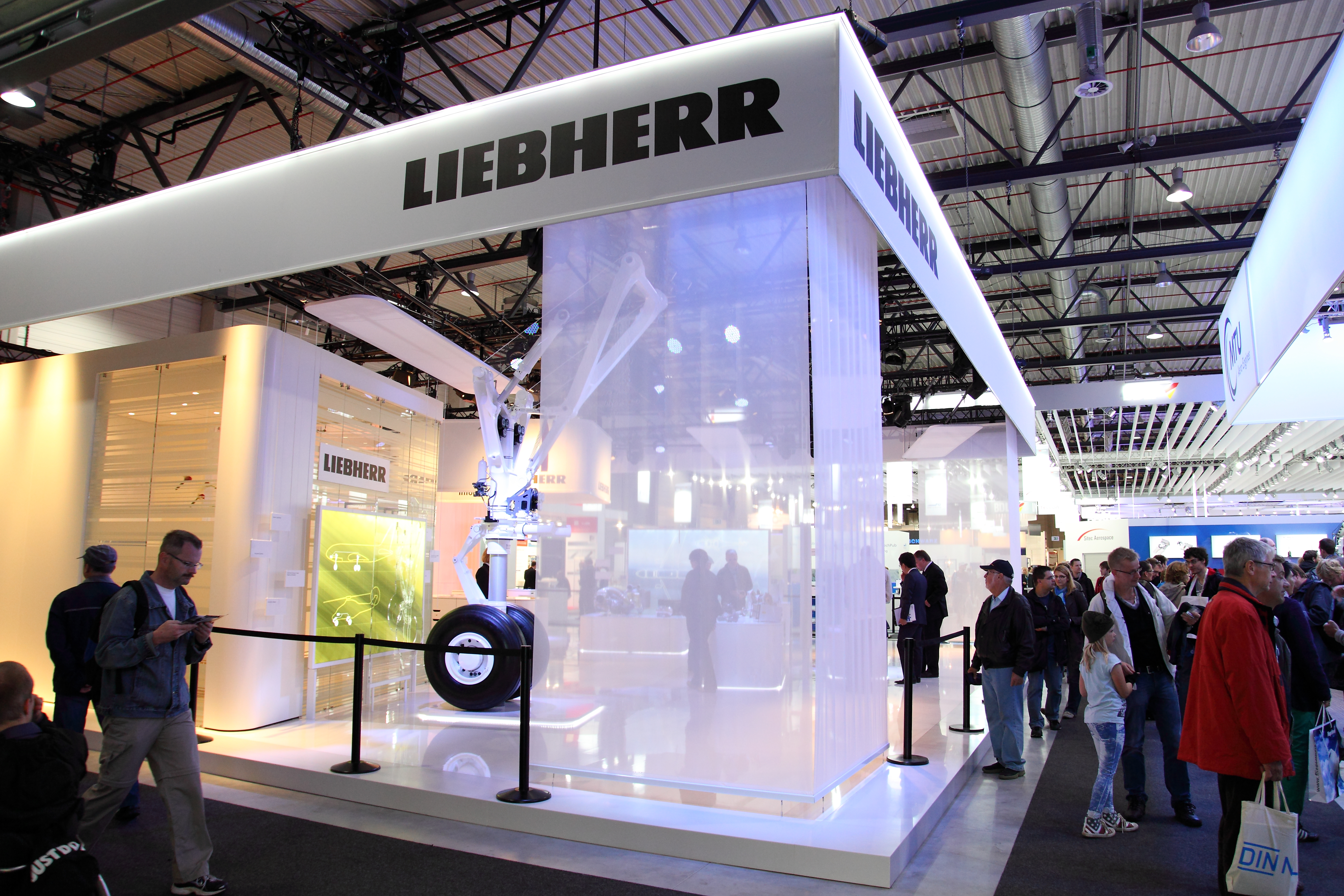
عجلة أنف طائرة إيرباص إيه 350
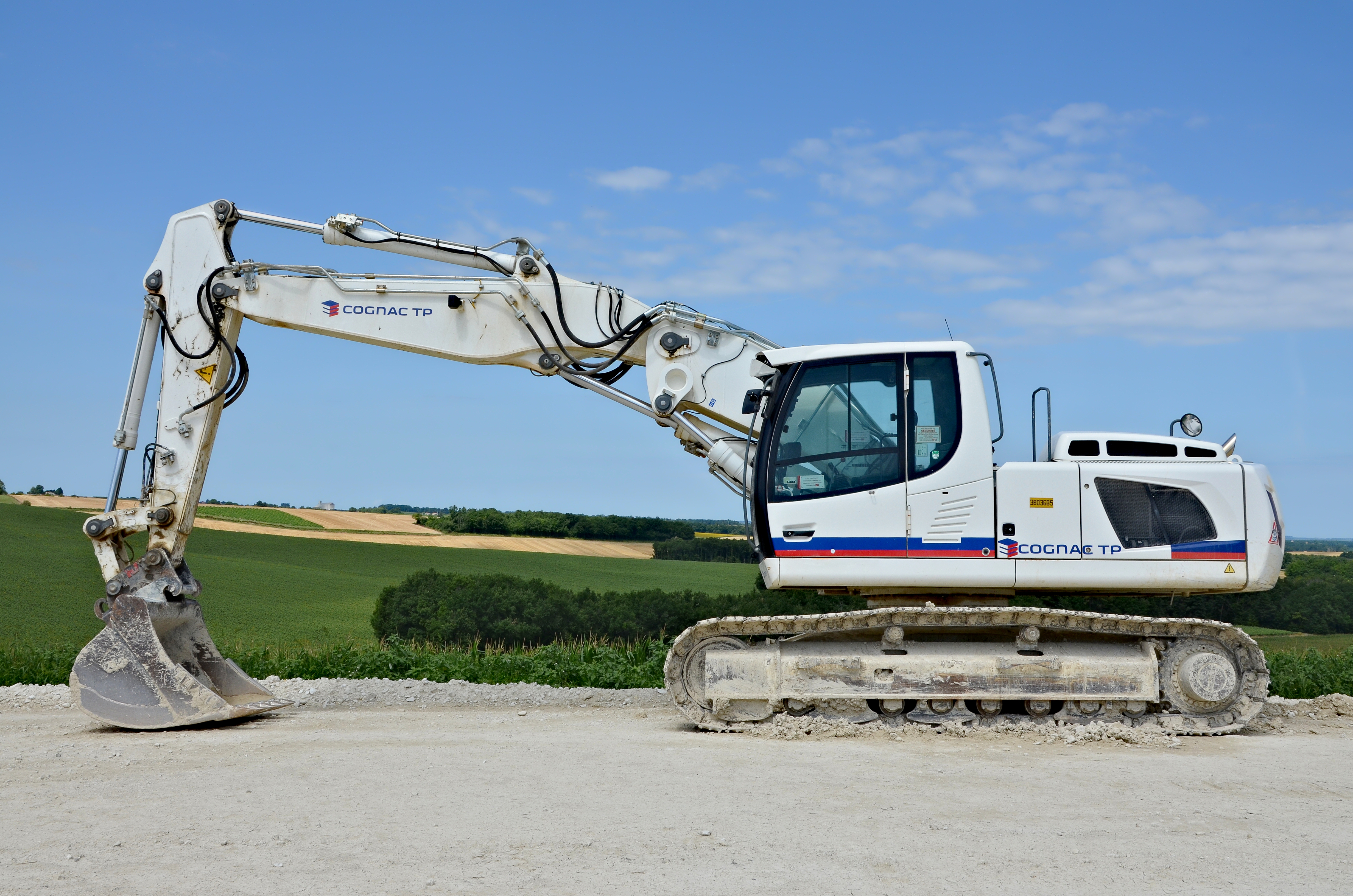
حفارةليبهير R926

## اقرأ ايضاً
- شركة كاتربيلر